# Ogasawarana metamorpha
Ogasawarana metamorpha és una espècie de gastròpode eupulmonat terrestre de la família Helicinidae.

## Hàbitat
És terrestre.

## Distribució geogràfica
És un endemisme del Japó.